# 2020年科特迪瓦總統選舉
2020年科特迪瓦總統選舉於2020年10月31日（星期六）舉行。2010年上任的阿拉萨内·瓦塔拉本來不打算爭取連任，但在其屬意的繼任人、總理阿马杜·戈恩·库里巴利於2020年7月病逝後改變主意。11月3日，象牙海岸獨立選舉委員會宣布瓦塔拉當選總統。

## 選舉制度
總統選舉採用两轮选举制。